# アルムデナ・グランデス・エルナンデス
アルムデナ・グランデス・エルナンデス（スペイン語: Almudena Grandes Hernández、1960年5月7日 - 2021年11月27日) は、スペイン・マドリード出身の著作家である。エル・パイス紙に定期的に寄稿しているコラムニストであり、カデーナ・セールのオイ・ポル・オイのレギュラー出演者である。

## 略歴
グランデスは幼少期から作家に憧れていた。母の「女子としての学士課程 」に進んでほしいという意向に従い、マドリード・コンプルテンセ大学の地理歴史学部に入った。しかし、ラテン語を学びたかったと告白している。卒業後、百科事典の執筆者として働き始めた。また、オスカル・ラドイレの『ア・コントラティエンポ』等いくつかの映画に出演した。   
最初に出版した小説は『ルルの時代』で、1989年のことであった。官能的な作品で第11回 ラ・ソンリサ・ベルティカル賞を受賞し、翌年、ビガス・ルナによって映画化された。その作品は大成功を収め、20カ国語以上に翻訳された。次作『テ・ジャマレ・ビエルネス』(1991年)は既に官能的なジャンルから離れており、大きな反響はなかった。逆に大きな反響があったのは、1996年、ヘラルド・エレーロにより映画化された『マレーナ・エス・ウン・ノンブレ・デ・タンゴ』 (1994年) であった。同年、短編集『モデーロス・デ・ムヘル』が出版された。いくつかは新聞への寄稿作品で、既に世に知られていた。
『アトラス・デ・ヘオグラフィア・ウマーナ』(1998年)、『ロス・アイレス・ディフィシレス』(2002年)、『カスティージョス・デ・カルトン』(2004年) が続けて出版された。これらの作品は、彼女のこれまでの作品のように、20世紀最後の四半世紀から21世紀初頭のスペインを描いたもので、この時代を舞台とした登場人物の日常生活を写実的な手法と心情描写で表している。   　
2003年にはエル・パイス紙で連載されていたメルカド・デ・バルセロというシリーズが出版された。2005年には、短編小説が続いた。エスタシオネス・デ・パソは、様々な状況に置かれた多様な青年たちが問題提起するが、その解が見つけられず、それが彼ら自身の運命だから生きなければならないとする物語である。
『ロス・アイレス・ディフィシレス』 (2006年) という映画は彼女の同名の作品に基づいている。監督はヘラルド・エレーロ、主要人物はホセ・ルイス・ガルシア・ペレス、クカ・エスクリバーノ、ロベルト・エンリケスが務めた。  2007年、20世紀を生きた2つのスペインの家族の生活を表現した壮大で複雑な物語、『エル・コラソン・エラード』が出版された。この小説は翌年、ホセ・マヌエル・ララ賞とマドリード書店組合の賞を受賞した。 2007年3月23日、映画アトラス・デ・ヘオグラフィア・ウマーナが公開された。これは同名小説に基づく作品である。クカ・エスクリバーノ、モンテ・ヘルマン、マリア・ボウサス、ロサ・ビラスが主要人物を演じ、監督は著者グランデスの友人であるアスセナ・ロドリゲスが務めた。  小説『イネス・イ・ラ・アレグリア』 (2010年)は「著作家も読者も早歩きする私たちの時代の一般的な傾向と戦いながら万難を排して、ガルドス（スペインの写実主義の小説家）風の伝統を踏まえて書かれた驚異的な作品だ」と評価され、メキシコでエレナ・ポニアトウスカ賞を受賞した。 
2018年、ロス・パシエンテス・デル・ドクトール・ガルシアで全国文学賞2018(スペイン)を受賞した。 

## 作家のイデオロギー
アルムデナ・グランデスはエル・パイス紙に定期的に寄稿しているコラムニストで、カデーナ・セールのオイ・ポル・オイのレギュラー出演者である。2011年スペイン議会総選挙では統一左翼に公的支援を示したことで、彼女は政治的に左派として知られている 。彼女が現在の政治情勢について行った最近の発言に関して、2015年スペイン議会総選挙では「どこの党も支持しなかった」と主張した。というのは、彼女の視点によると、現時点で彼女のイデオロギーを代表する党がないからである。  
著者はまた、スペインは前世紀の最初の10年間を通じて、「悪趣味で頑固」な国になったことを指摘している。社会は、彼女の意見によれば非常に不快で鈍感である。消費主義と物質主義の幻想に埋もれて、他人の苦しみに無関心な人々で満ちている。 最新作のLos　besos en el pan (2015)は、2008年のスペイン危機（すべての社会階級を構造的に揺るがした）に焦点を絞った小説で、「私たちの祖父母のように、再び尊厳を持って生きる」という考え方を示している。この考えは小説にとって非常に重要だ。なぜなら、「貧困（スペインに常に存在していた）を受けとめるための謙虚さを取り戻す必要性が祖父母と孫達との間の対話形式で表されているからだ。これは貧困との闘いであるが、喜びと希望の入る余地のない闘いであってはならない」。 
戦後とスペインの移行期のテーマに関しては、彼女の作品の中心となっているテーマである。最も普及している公的文化（スペイン内戦と戦後の期間に関して）には「祖父母」の世代が維持していた寡黙で回避的な解釈と大きな関係がある。この解釈を見聞きしてその後の世代は育っている。彼女の意見によると、その後の世代の人達はこの世代の沈黙のせいでスペインの現代史を完全に理解することができなかった。
著者の発言によれば、フランコ政権は恐怖を段々とまき散らし、体制作りに成功した典型的な独裁政権だった。誰も運動を起こしたり物事を変えたりしないように、政府はあらゆる手段で抑圧した。スペインの民主化移行期は、世界中の国々、特にラテンアメリカでモデルとして示された。制度的観点からは、彼女の意見では、独裁政権から民主主義への移行期は前代未聞で模範的な、確かで本物の民主主義を導入し、前例のない成功を収めた。しかし、作者は、道徳的観点からは、民主主義導入後30年経った今も、後の世代にとってイデオロギーについて言えば、移行期は失敗に終わっている。「1970年代に設けられたゲームのルールを無視されている」。とはいえ、グランデスは次の意見に同意している「その世代（移行期）は、その世代がしなければならないと思ったことを正直に行った」。
2010年4月に公開されたインタビューの中で、著者は、文学は「生きている人々にとって命です。自分自身の人生に加えて他の多くの人生を生きることを可能にします」と主張した 。
彼女の意見では、文学は「読者に翼を与え、現実よりも高い所へ引き上げてくれます」それゆえ、彼女は人生で多くのことを学んだが、それ以上に彼女が読んだ本からは多くのことを学んだと言っている。
さらに、ほかの歴史について聞いたり他者の人生について学ぶ必要性を本能的に感じるが、それが人間を読むことへ後押しする力になっていることも強調した。
同時に、著者は同じインタビューで、言葉は思考の表現であると述べている。「私たちが言うことのできるのはそれだけです。私たちが物事を命名する言葉を失えば、それらのものも失っていることになるのです。人々は、貧弱な言葉が思考や経験および人生の楽しみをどれだけ貧弱にしているかを理解していません」」。彼女の文学と彼女の読者が彼女に呼び起こす情熱に関して、彼女は同じく2010年のインタビューで付け加えていた。「わたしの読者は私の自由を意味します。読者がいる限り、私は他の人が、私が書くべきだと思う本の代わりに、私が書かなければならないと思う本を書き続けるでしょう。しかし、私は本を書くとき、私自身が感動するために書くのです。読者でもある（最も批判的である）私を納得させるために。また、読者を感動させるためにも書きます。彼らが私に与えてくれた全てのものに対して、何らかの形でお返しするために。なぜなら、読者の皆様は、一生私の肌なのですから」。

## 影響を受けた作品
アルムデナ・グランデスは、特に青年期に、ベニート・ペレス・ガルドスやダニエル・デフォー（特に『ロビンソン・クルーソー』）、オデュッセイアのホメーロスといった作家に影響を受け、彼女の作品を特徴づけることになったと述べている。これらの作品は、必ずしも遭難者でなく、ヒーローやアンチヒーロー等に対して、どうにかして生き残る典型的な人間としての登場人物にグランデスが愛着を感じていることを表している。また、他の多くのスペインの作家たちにも見られるように、セルバンテスの影響を強く受けているため、短いストーリーで複雑なストーリーを構成するのである。
グランデスの作品は、著作家たちだけでなく、ブニュエルのような映画人からも影響を受けている。「気づきにくいでしょうけど(中略)『ロス・アイレス・ディフィシレス』の結末は『ビリディアナ』の結末の影響を受けています」。

## 公的活動
アルムデナ・グランデスはエル・パイスに定期的に寄稿しているコラムニストで、またカデーナ・セル(スペインのラジオ局)の番組の常連出演者でもある。彼女は政治的に左派であり、統一左翼 (スペイン)を公に支持している。2007年4月「共生のため、そして衝突を解決するため」のマニフェストの署名者の一人だった。その中で知識人の団体は「反対党の軸」をテロに置くことは容認できないと考えていた。さらに、バラハス空港第四ターミナルで起きたETAの爆弾テロの後に呼びかけられたデモの後、「平和と命と自由のためにテロに対抗するために」という声明文を読みあげた。

### 論争
2007年3月、エル・コラソン・エラードという本の発表会でのグランデスのいくつかの声明が大きな論争を引き起こした。「もし何かを銃殺しなければならないとしたら」という質問に対して、「私を激怒させた2、3の発言を銃殺するでしょうね」と冗談めかして答えた。その暗喩は、 フェデリコ・ヒメネス・サントスのような右翼寄りのラジオ番組のアナウンサーに向けたものと思われた。 さらにこのプレゼンの中で、国民党を次のように批判した。「私たちはフランコによるスペイン第二共和政を思い出させるような国にいるわけです。そこでは“神の慈悲によって”統治する権利を再度要求する敗退した政党としてのふるまい方を知らずに、土地を取り上げられた大地主やバッグをひったくられてわめく人のようにふるまっている。」
2008年11月、エル・パイス紙の記事の中でマザーマラビージャスの言葉をあざ笑っている。問題の表現は文字通りに引用すると「フランシスコ・フランコの死を確認したなんておかしな話だろうという人もいる。私は他のことで笑いたい。『従いなさい。服従しなさい。蔑まれるままにしておきなさい。そうすればあなたは完徳の人となるでしょう。』SMの契約のようでしょう。でもこれはマザーマラビージャスの助言なんですよ。若い、武装した、それに汗まみれの民兵の警備隊の手に落ちて感じる快楽を想像できますか？1974年、マザーマラビージャスは臨終の床で、究極の完徳の源であると言った、言語に絶するあのひどい軽蔑を喜びをもって思い出したでしょうか。聖人とされたことを取り消してください。その代わりにボノを成人にしたらいい。ちょっとした虚栄心によって植毛をするようなことはごく小さな罪でしかない」この、スペイン市民戦争中に民兵による性的暴行を受けた修道女についての皮肉は同じ左寄りのアントニオ・ムニョス・モリーナからも快く思われなかった 。
グランデスの作品が様々な論争を巻き起こしている中でより大きな論争を起こしている作品ラス・トレス・ボダス・デ・モノリータはこれもまた市民戦争後のスペインに着想を得ている。この作品の最後の方のシーンは(グランデスによると意図せずに)実際の出来事と重なっている。主人公は実在の二人の人物、フランコ支持者のアントニオ・ゴンサーレス・パチェーコと警察署長のロベルト・コネッサに着想を得ている。最近、メディアの記者たちが、スペイン内戦が終わった民主主義への移行期の内務大臣、ロベルト・マルティン・ビジャに警官としての功績に対する勲章の授与について問うたが回答を拒否した。1997年6月、マルティン・ビジはフランコ政権時代の警官であったコネッサの右腕アントニオ・ゴンサーレス・パチェコに銀の勲章、警察署長であったロベルト・コネッサに金の勲章と年金を授与した。フランコ政権下の警察に所属することで勲章を受けるということはグランデスの作品では起こりうることだった。
グランデスは2009年1月12日発行のエル・パイスにエクスペリメントというタイトルでコラムを書いたが、このコラムの内容には誤りがあった。グランデスはバラク・オバマアメリカ合衆国大統領が景気回復のために建てた予算7750億を地球の人口67億で割ると、1人1人に1億1500万ドル配当される」と記載したが、エル・パイスは正しくは1億1500万ドルではなく115ドルだったと訂正とお詫びをした。グランデスは「理系も文系もすべての読者様に、私の計算能力の至らなさをお詫び申し上げます。今まで数学で何度も落第してきましたが、ここまで価値のある落第は今回が初めてです」。
2013年10月4日、常連となっているSERのコラム「完璧な女性」のメルセデス・アラージャ裁判官が社会労働党の汚職事件の調査を政治的目的で行っているのではないかという内容が論争を呼んだ。

## 作品

### 小説
- Las edades de Lulú (1989, Tusquets)
- Te llamaré Viernes (1991, Tusquets)
- Malena es un nombre de tango (1994, Tusquets)
- Atlas de geografía humana (1998, Tusquets)
- Los aires difíciles (2002, Tusquets)
- Castillos de cartón (2004, Tusquets)
- El corazón helado (2007, Tusquets)
- Inés y la alegría (2010, Tusquets, 1ª novela de la serie "Episodios de una guerra interminable")
- El lector de Julio Verne (2012, Tusquets, 2ª novela de la serie "Episodios de una guerra interminable")
- Las tres bodas de Manolita (2014, Tusquets, 3ª novela de la serie "Episodios de una guerra interminable")
- Los besos en el pan (2015, Tusquets)
- Los pacientes del doctor García (2017, Tusquets, 4ª novela de la serie "Episodios de una guerra interminable")

### 物語
- Modelos de mujer (1996, Tusquets)
- Estaciones de paso (2005, Tusquets)

### 作品
- Mercado de Barceló (2003, Tusquets)

### コラボ
- La buena hija. Cuento en Madres e hijas de Laura Freixas.
- Especies en protección. Cuento en Érase una vez la paz.

### 児童文学
- ¡Adiós, Martínez! (2014)

### 映画化された作品
- Las edades de Lulú (de Bigas Luna, 1990)
- Malena es un nombre de tango (de Gerardo Herrero, 1995)
- Aunque tú no lo sepas (de Juan Vicente Córdoba, 2000). Adaptación del relato «El vocabulario de los balcones», de su obra Modelos de mujer
- Geografía del deseo - adaptación de Atlas de geografía humana; miniserie chilena de Boris Quercia e ideada por María Izquierdo Huneeus, 2004)
- Los aires difíciles (de Gerardo Herrero, 2006)
- Atlas de geografía humana (de Azucena Rodríguez, 2007)
- Castillos de cartón (de Salvador García Ruiz, 2009)

## 表彰
- Premio La Sonrisa Vertical 1989 por Las edades de Lulú.
- Premio a la Coherencia 2002 (otorgado anualmente por la Asamblea Local de Izquierda Unida (España)) de Guardo, Palencia).
- Premio Julián Besteiro de las Artes y de las Letras 2002 por el conjunto de su obra.
- Premio Cálamo al Mejor Libro del Año 2002 por Los aires difíciles.
- Premio Crisol 2003 por Los aires difíciles.
- La biblioteca municipal de Azuqueca de Henares, inaugurada en octubre de 2006, lleva su nombre.
- Premio Fundación José Manuel Lara 2008 por El corazón helado.
- Premio del Gremio de Libreros de Madrid 2008 por El corazón helado.
- Premio de la Crítica de Madrid 2011 por Inés y la alegría.[20]
- Premio Iberoamericano de Novela Elena Poniatowska 2011 por Inés y la alegría.[4]
- Premio Sor Juana Inés de la Cruz 2011 por Inés y la alegría.[21]
- El Centro de Educación Infantil y Primaria (CEIP) del barrio de Las Morillas (Málaga) lleva su nombre.
- Premio Internacional de Abogados de Atocha, 2017
- Premio Liber 2018 al autor hispanoamericano más destacado, otorgado por la Federación del Gremio de editores. [22]
- Premio Nacional de Narrativa (2018), convocado por el Ministerio de Cultura, por Los pacientes del doctor García.[23]